# Silvio Santos
Senor Abravanel, conegut popularment pel seu pseudònim Silvio Santos   (Rio de Janeiro, 12 de desembre de 1930 - São Paulo, 17 d'agost de 2024), fou un empresari, magnat dels mitjans de comunicació i presentador de televisió brasiler. Va ser el propietari del Grupo Silvio Santos, un conglomerat d'empreses entre les quals destaca la cadena de televisió SBT, que va fundar el 1981.

## Biografia

### Joventut
Abravanel era fill d'immigrants jueus sefardites nascuts a l'Imperi Otomà. El seu pare, Alberto Abravanel, va néixer a Tessalònica (avui Grècia) el 1897, i la seva mare, Rebecca Caro, va néixer a Esmirna (avui Turquia) el 1907. Tots dos van morir a Rio de Janeiro (el 1976 i el 1989 respectivament) i estan enterrats un al costat de l'altre al cementiri jueu de Caju. El matrimoni va tenir sis fills, sent-ne el primogènit. Per via paterna, Silvio Santos era descendent d'Isaac Abravanel.
Als 14 anys, Senor es va tornar venedor ambulant, amb el seu germà Leon i un altre nebot d'Adolpho Bloch. Senor i Leon van assistir junts a l'Escola Primària Celestino da Silva. Després d'acabar l'escola primària, van estudiar a l'Escola Tècnica de Comerç Amaro Cavalcanti, on Senor es va graduar com a tècnic en comptabilitat. Després de fer el servei militar al cos de paracaigudistes, va tenir diferents feines informals: va portar el bar d'un ferry, va ser home anunci, locutor de ràdio o presentador d'espectacles de circ, ja amb el nom artístic Silvio Santos.

### Debut a televisió i primers negocis d'èxit

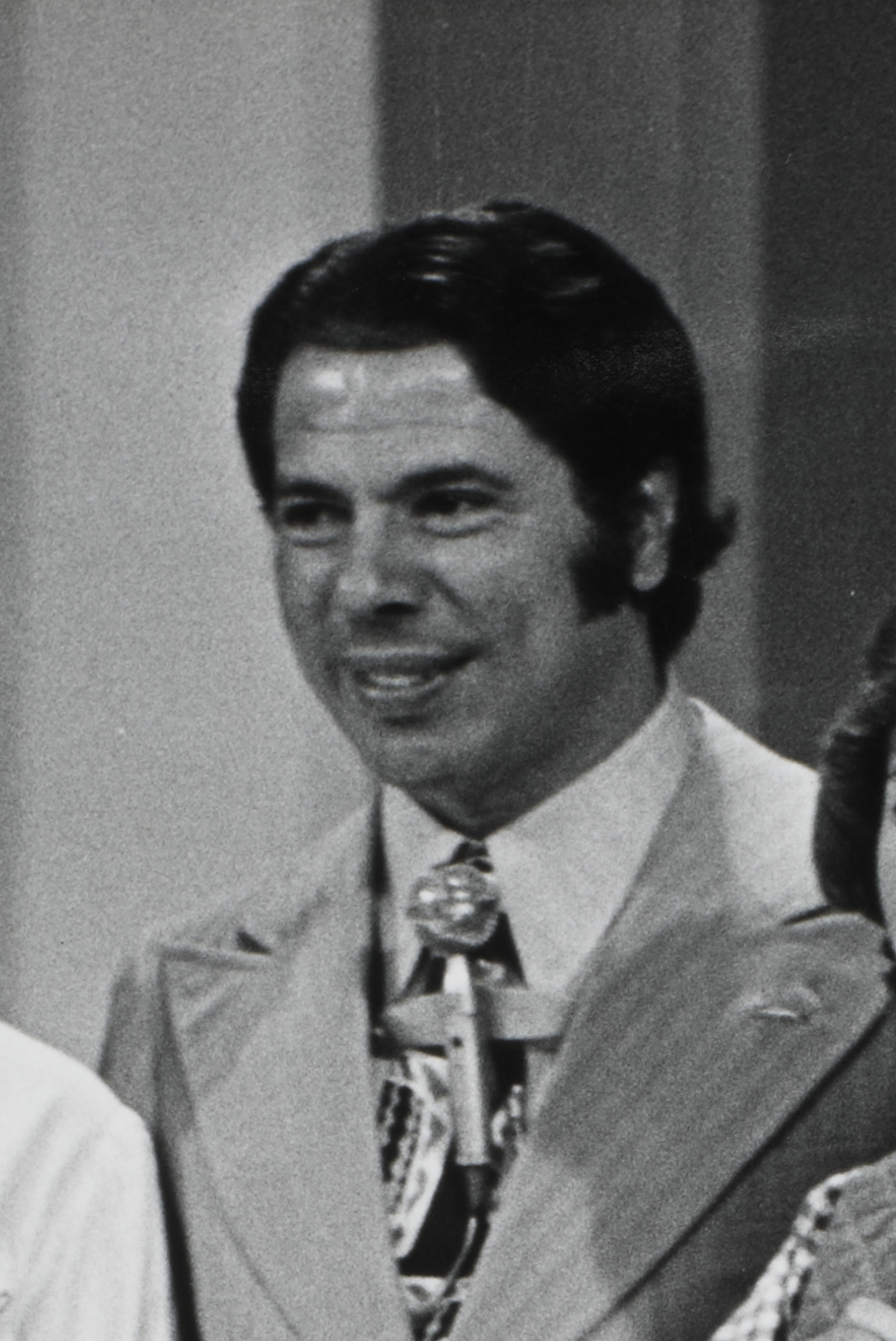
En un programa de 1972.

L'any 1955 va provar fortuna a São Paulo, on va trobar lloc de presentador a Rádio Nacional. Allà va conèixer una de les persones més importants en la seva carrera professional: el presentador de televisió Manoel de Nóbrega. A començaments dels anys seixanta, Nóbrega va obrir les portes de la televisió a Santos, fent-lo presentador del concurs Vamos brincar de forca ("Juguem al penjat"), de TV Paulista.
També en aquella època, va traspassar-li el negoci Baú da Felicidade. A les botigues del Baú es lliuraven lletres de canvi mensuals que, un cop liquidades, donaven dret a l'adquisició d'electrodomèstics, etc. Així, els particulars sense accés a crèdits bancaris, podien comprar béns de consum de valor elevat fent bestretes periòdiques. Silvio Santos, a més, va vincular aquests títols, anomenats Carnet de Mercaderies, amb els seus programes de televisió. Els posseïdors dels carnets participaven en els sorteigs que s'hi feien o, inclús, podien assistir-hi com a concursants.
L'any 1963 va començar a presentar el Programa Silvio Santos, emès els diumenges a l'hora de dinar. Va replicar el seu model, invertint en diversos negocis que després anunciava durant el programa (concessionaris automobilístics, botigues de mobles...). TV Globo va adquirir la TV Paulista el 1966 i, malgrat la reestructuració que va fer en la graella, va mantenir Santos en antena durant 10 anys. El 1976, no va voler renovar el contracte amb la cadena ja que li prohibia ser accionista de cap emissora de televisió, un dels grans somnis del presentador i empresari.

### Creació de l'SBT
Mentre emetia el seu programa a Rede Tupi i creava la seva pròpia productora, el carioca va començar a muntar el seu imperi televisiu. Va comprar a Paulo Machado de Carvalho el 50% de les accions de TV Record, on el 1980 va passar a emetre el Programa Silvio Santos –quan Rede Tupi va fer fallida. Després d'anys de negociacions, va fer-se amb dues concessions d'emissores de televisió, una a Rio de Janeiro i l'altra a São Paulo, sota el nom TVS. El canal es va expandir molt ràpidament i es va convertir en el que avui es coneix com SBT (acrònim de Sistema Brasileiro de Televisão), una marca que s'estendria per tot el país a finals dels 80 i principis dels 90.

TV Record va passar per greus problemes financers als anys vuitanta, fins que, el 1989, Machado de Carvalho i Santos van vendre l'emissora a Edir Macedo, bisbe evangèlic de l'Església Universal del Regne de Déu.

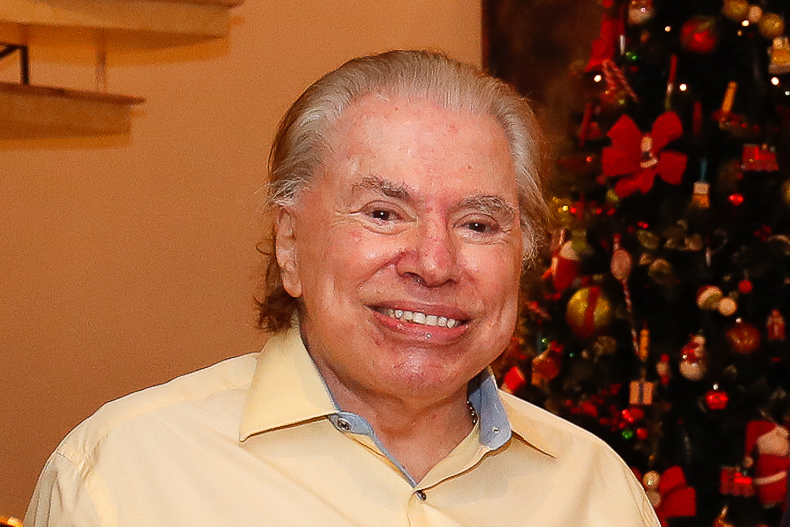
Santos en un homenatge pel seu 90è aniversari.

Més enllà de la seva tasca com a cap de l'SBT i la resta d'empreses del Grupo Silvio Santos, no va deixar de presentar el seu programa dominical fins que va contraure la COVID-19 l'any 2020. A partir de llavors, només va presentar-lo a intervals, doncs la seva salut va quedar debilitada. Va enregistrar els últims programes el setembre de 2022. El Programa Silvio Santos, sense el seu creador, va continuar en antena, ja en la seva setena dècada —el segon programa més longeu del Brasil, darrera de Mosaico na TV.

### Cantant i narrador
Cada any, Silvio Santos llançava un disc de marchinhas de Carnaval, que després promocionava en el seu programa. Al llarg de la seva carrera, va enregistrar un total de 135 cançons. L'escola de samba Tradição va homenatjar el presentador dedicant-li el seu samba-enredo en el concurs de 2001.
També va ser narrador d'audiollibres infantils i va signar un contracte amb The Walt Disney Company per enregistrar algunes de les seves històries.

### Grup Silvio Santos
El grup d'empreses de Silvio Santos (GSS) està encapçalat pel conglomerat mediàtic d'SBT. A més de la cadena de televisió (la segona xarxa d'emissores més gran i la tercera cadena més vista del Brasil), també inclou una discogràfica, una productora de cinema, un portal web de notícies i serveis en xarxa d'streaming i e-sports.
També són empreses del hòlding: Tele Sena (loteria), Jequiti (cosmètics), Sisan (promotora immobiliària), Maricultura Netuno (exportació de marisc) o Perícia (assegurances). Altres negocis emblemàtics que van formar part en el passat del GSS són Hydrogen (cosmètics), Estúdios Maga (doblatge de sèries de televisió), Vimave (venda d'automòbils de segona mà), Banco Panamericano o les anteriorment mencionades Baú da Felicidade i Record TV.

## Política
A finals dels vuitanta, Silvio Santos va intentar fer el salt a la política, sense èxit. L'any 1988 va anunciar que tenia intenció de presentar-se a les eleccions municipals i ocupar l'alcaldia de São Paulo. No obstant, no va arribar a refermar la candidatura.
A continuació, va voler presentar-se a les eleccions presidencials del Brasil de 1989, les primeres en recuperar el sistema d'elecció directa des de 1960. Dues setmanes abans dels comicis, Santos va arribar a un acord amb el Partit Municipalista Brasiler –un partit molt petit que no tenia cap mena d'opció per ni tan sols arribar a la segona volta– per reemplaçar-ne el candidat i encapçalar la llista del partit. L'anunci va causar un terrabastall al país i immediatament va passar a ser el líder destacat dels sondeigs. Emperò, la candidatura va ser revocada pel Tribunal Superior Electoral. L'MPB no havia complert amb el nombre mínim de convencions estatals prèvies als comicis (n'havien fet 5, per sota del mínim de 9).

## Impacte social

Silvio Santos amb el seu característic micròfon al pit, acompanyat del cantant Tony Tornado.

Silvio Santos ha sigut considerat en repetides vegades extremament populista, per la forma com tractava al públic, regalant diners als espectadors dels seus programes (que al mateix temps eren clients de les seves empreses). En la seva faceta com a empresari, va destacar per dirigir bona part dels seus negocis als sectors de població amb rendes més baixes. En una enquesta feta l'any 2011, el presentador va ser triat el personatge més popular al Brasil. Va ser considerat un dels emprenedors de major èxit del país.
A causa dels seus peculiars gestos, les imitacions del presentador van convertir-se en un element recurrent entre els humoristes brasilers. L'altra marca registrada de Santos fou el fet de dur un micròfon de mida completa al pit (costum que finalment abandonaria a finals de 2014).

## Vida personal
L'empresari va casar-se dos cops. Amb Cida Vieira (morta el 1977, als 39 anys, víctima d'un càncer d'estómac), va tenir dues filles, Cíntia i Silvia (adoptada). Amb la seva darrera esposa, Íris Pássaro, amb la què va contraure matrimoni el 1981, va tenir-ne quatre més: Daniela, Patrícia, Rebeca i Renata.
L'any 2013, Santos va aparèixer per primer cop en la llista de bilionaris de la revista Forbes. Va entrar en el lloc 1.107, amb una fortuna d'1,3 miliards de dòlars. 8 anys després, aquesta xifra havia pujat als 1,7 miliards.

### Segrest
El 21 d'agost de 2001, un grup de persones va assaltar la mansió de la família Santos a São Paulo, segrestant una de les filles, Patrícia, que en aquella època tenia 23 anys. El captiveri va durar una setmana, fins que l'empresari va pagar un rescat de 500 mil reals i Patrícia va ser alliberada la matinada del dia 28. Durant la tarda del mateix dia 28, la policia va detenir part de la banda. Un dels integrants, Fernando Dutra Pinto, va poder escapar, matant a trets dos agents en la fugida.
Dos dies després, el 30 d'agost, la família Santos es trobava al seu domicili, quan Dutra Pinto va entrar-hi de nou. Silvio Santos va ser retingut a punta de pistola, mentre el segrestador deixava marxar la resta de familiars i el servei domèstic. 8 hores després, el criminal va entregar-se a la policia. Fernando Dutra Pinto va morir a presó pocs mesos després, per una ferida infectada en l'esquena. Relats d'altres presos asseguren que havia sigut víctima de tortura per part de funcionaris de presons.